# Erdbeben in Pakistan 2008
Das Erdbeben in Pakistan 2008 mit der Magnitude Mw 6,4 in der Provinz Belutschistan ereignete sich am 29. Oktober 2008 um 04:09 Uhr Ortszeit (23:09 UTC am 28. Oktober). Nach Angaben des United States Geological Survey ereignete sich das Erdbeben 60 km nördlich von Quetta und 185 km südöstlich der afghanischen Stadt Kandahar in einer Tiefe von 15 km.

## Tektonischer Hintergrund
Erdbeben und aktive Verwerfungen im Westen und Norden Pakistans und der angrenzenden Regionen Afghanistans sind ein Ergebnis der nordwärts gerichteten Bewegung der Indischen Platte, die mit einer Geschwindigkeit von etwa 40 mm pro Jahr mit der Eurasischen Platte kollidiert. Die indische Platte schiebt sich am nördlichen Rand des Subkontinents unter die eurasische Platte und verursacht damit die Hebung der höchsten Gebirgszüge der Welt, nämlich des Himalaya, des Karakorum, des Pamir und des Hindukusch. Westlich und südlich der Deformationsfront des Himalaya ist die relative Bewegung der beiden Platten schräg, was in diesem Bereich zu den üblichen Blattverschiebungen, Abschiebungen sowie Kombinationen aus beidem führt.
Die Abstrahlcharakteristik der seismischen Energie bei dem Erdbeben vom 28. Oktober deutet darauf hin, dass es sich bei diesem Ereignis vorrangig um eine Blattverschiebung gehandelt hat. Aufgrund der seismologischen Auswertung der aufgezeichneten Seismogramme unter Einbeziehung der tektonischen Rahmenbedingungen ist ein links-lateraler Versatz an einer Nordost streichenden Verwerfung der wahrscheinliche Herdvorgang.
Das Beben vom 28. Oktober ereignete sich in der Sulaiman-Verwerfung, einer im Tertiär entstandenen Faltungszone, in der in geologisch junger Zeit Sedimentgestein durch die Kraft des Zusammenpralls der indischen und eurasischen Landmassen gefaltet und gepresst wurde. Sie befindet sich etwa 80 km östlich der rund 650 km langen Chaman-Verwerfung. Nach Ansicht des United States Geological Survey nimmt diese einen wesentlichen Teil des Drucks beider Platten auf. Das Auftreten der Erdbeben deutet darauf hin, dass weitere Nebenstörungen unterhalb der Faltungszone existieren, die einen Teil der Kräfte aufnehmen, die im Bereich der gegenseitigen Bewegung zwischen Indien und Eurasien auftreten.
Das Erdbeben und die Nachbeben ereigneten sich etwa 50 km nordöstlich der Region, die von einem Beben am 30. Mai 1935 am stärksten betroffen war. Damals wurden etwa 30.000 Personen getötet und Quetta, die Hauptstadt Belutschistans, wurde dem Erdboden gleichgemacht. Dieses Beben ereignete sich infolge einer Blattverschiebung an einer Nordost streichenden Störung und hatte die Magnitude MW 7,6.

## Personen- und Sachschäden
Mindestens 215 Personen wurden durch das Erdbeben getötet, mehr als 200 erlitten Verletzungen, und 120.000 wurden obdachlos.

## Einzelheiten
Die meisten Opfer stammen aus zwei Ortschaften am Rande der Stadt Ziarat. Dieses Gebiet wurde durch Erdrutsche stark in Mitleidenschaft gezogen, die das Erdbeben verursachte. Hunderte von Gebäuden wurden beschädigt.
Die Erdstöße waren in Quetta, Ziarat, Pishin, Killa Abdullah, Mastung, Sibi, Kachhi sowie in Kuchlak und Loralai spürbar.

## Reaktionen
Die pakistanische Regierung entsandte Hubschrauber und Soldaten in das Katastrophengebiet, um den Betroffenen zu helfen. Einige der Betroffenen kritisierten allerdings, dass die Hilfe der Regierung unzureichend sei.